# Gechi
Gechi est un woreda de l'ouest de l'Éthiopie situé dans la zone Buno Bedele de la région Oromia. Il a 70 478 habitants en 2007.

## Situation
D'abord rattaché à la zone Illubabor,, Gechi est désormais dans la zone Buno Bedele.
Il est limitrophe de la zone Jimma et s'étend récemment vers le nord jusqu'à la zone Misraq Welega.
| Bedele Zuria | Jimma Arjo |         |
| Setema       | Gechi,     | Borecha |
|              | Dedesa     |         |

Son centre administratif, qui s'appelle Gechi comme le woreda, se trouve vers 2 000 m d'altitude sur la route Bedele-Jimma.

## Population
Au recensement national de 2007, le woreda compte 70 478 habitants dont 8 % de citadins avec 5 442 habitants au centre administratif.
La majorité des habitants du woreda (près de 88 %) sont musulmans, environ 10 % sont orthodoxes et moins de 2 % sont protestants.
En 2022, la population du woreda est estimée sur le même périmètre à 102 212 personnes avec une densité de population de 161 personnes par km2 et 634 km2 de superficie, estimation qui ne comprend sans doute pas la récente extension du woreda vers le nord.[à vérifier]